# Idaea manicaria
Idaea manicaria är en fjärilsart som beskrevs av Herrich-Schäffer 1852. Idaea manicaria ingår i släktet Idaea och familjen mätare. Inga underarter finns listade i Catalogue of Life.